# Oosterblokker
Oosterblokker est un village situé dans la commune néerlandaise de Drechterland, dans la province de la Hollande-Septentrionale. En 2007, le village comptait 1 570 habitants.
Jusqu'en 1979, Oosterblokker faisait partie de la commune de Blokker.